# Романова, Елена Сергеевна
Еле́на Серге́евна Рома́нова (17 июля 1911, Оренбург — 13 марта 1989, Москва) — советская и российская переводчица, литературный критик и редактор. Специалистка по американской литературе, член Союза Писателей СССР, заместитель Председателя Иностранной Комиссии СП СССР, заслуженный работник культуры РСФСР (1972).

## Биография
Елена Романова окончила Московский институт новых языков в 1932 году. С 1931 года она работала в редакции журнала «Интернациональная литература», где прошла путь от литературного секретаря до редактора английского издания. В этот период были опубликованы её переводы произведений Э. Хемингуэя, Э. Колдуэлла, Шервуда Андерсона и других американских писателей.
За годы своей работы Романова стала автором многочисленных статей, обзоров, рецензий, предисловий и послесловий к книгам Р. Райта, Р. Брэдбери, Э. Колдуэлла. Её критические работы отличались публицистической остротой, точностью оценок литературного процесса США того времени, глубиной проникновения в творчество писателей[уточнить].
С 1949 года деятельность Елены Сергеевны была связана с Иностранной комиссией Союза писателей СССР. Здесь она работала консультантом по литературе США, замещала председателя ИК и заведовала отделом информации. Много сил и энергии она отдавала развитию международных писательских контактов, пропаганде советской литературы за рубежом.
Вклад Романовой в международную деятельность Союза писателей СССР отмечен орденом «Знак Почёта».

### Личная жизнь
Муж — Квятковский Владимир Мечиславович (19.11.1911 — 08.05.1976). Познакомились ещё в гимназии и после её окончания поженились. В браке родились 2 сына: Квятковский Дмитрий Владимирович (24.03.1935 г.) и Квятковский Владислав Владимирович (27.09.1936 г.)

## Работы

### Критические статьи Е. С. Романовой
- Послесловие к книге Эрскина Колдуэлла «Дженни» <Jenny by nature>, «Ближе к дому» <Close to home> изд. «Иностранная литература», Москва, 1963
- Послесловие к книге «Современная американская новелла», сборник лучших рассказов, опубликованных в США в 1956—1963 годы. Сборник составлен при консультации Е. С. Романовой. Изд. «Иностранная литература» 1963. В сборник вошли 26 рассказов и новелл интереснейших американских писателей, таки как Джеймс Болдуин, Рэй Брэдбери, Альберт Мальц, Уильям Сароян, Дж. Д. Сэлинджер, Ленгстон Хьюз, Ирвин Шоу и ещё 20 других.

### Переводы Е. С. Романовой
- Эрнест Хемингуэй «Там, где чисто, светло» / «A Clean, Well-Lighted Place» [= Чисто и светло] (1934, рассказ)
- Эрскин Колдуэлл «В аэропорту. Из новой книги „Вокруг да около Америки“» / «В аэропорту» (1965)
- Эрнест Хемингуэй «Дайте рецепт, доктор» / «The Gambler, the Nun, and the Radio» (1968, рассказ)
- Эрнест Хемингуэй «Чемпион» / «The Battler» (1968, рассказ)
- Теодор Драйзер «Великий американский роман» / «The great american novel» (1982, статья)
- Теодор Драйзер «Новый гуманизм» / «New humanism» (1982, статья)[2]